# Józef (Cvijović)
Józef, imię świeckie Josif Cvijović (ur. 28 sierpnia 1878 w Drežniku, zm. 3 lipca 1957 w Belgradzie) – serbski biskup prawosławny.

## Życiorys

### Młodość i wczesna działalność
Syn Krsta i Jelisavety Cvijoviciów. Ukończył sześć klas gimnazjum w Užicach, po czym wstąpił do seminarium duchownego w Belgradzie. Po jego ukończeniu w 1903 przyjął święcenia diakońskie jako mężczyzna żonaty, 15 września tego samego roku, 1 października został natomiast wyświęcony na kapłana. Po dziesięciu latach służby kapłańskiej i śmierci małżonki złożył 15 września 1913 wieczyste śluby mnisze w monasterze Rakovica, po czym wyjechał na wyższe studia teologiczne na Kijowską Akademię Duchowną, gdzie uzyskał stopień magistra nauk teologicznych za pracę poświęconą roli prawosławnego duchowieństwa w ruchu narodowowyzwoleńczym Serbów.
Mając możliwość pozostania w Rosji na dwuletnich studiach specjalizacyjnych, duchowny postanowił wrócić do Serbii. W kolejnych latach był kapelanem oddziału Vojina Popovicia („wojewody Vuka”), który walczył w wojnach bałkańskich oraz w walkach z Grekami i Bułgarami o kontrolę nad Macedonią. Po klęsce Serbii w I wojnie światowej wyjechał jako dyplomata najpierw do Bizerty, następnie do Rosji, skąd wrócił w 1917. Objął stanowisko rektora emigracyjnego serbskiego seminarium duchownego w Wielkiej Brytanii. Po zakończeniu wojny udał się do Belgradu, po czym mianowano go rektorem seminarium duchownego w Prizrenie, którym był do otrzymania nominacji na urząd biskupa bitolskiego 19 grudnia 1920.

### Działalność w Macedonii i podczas II wojny światowej

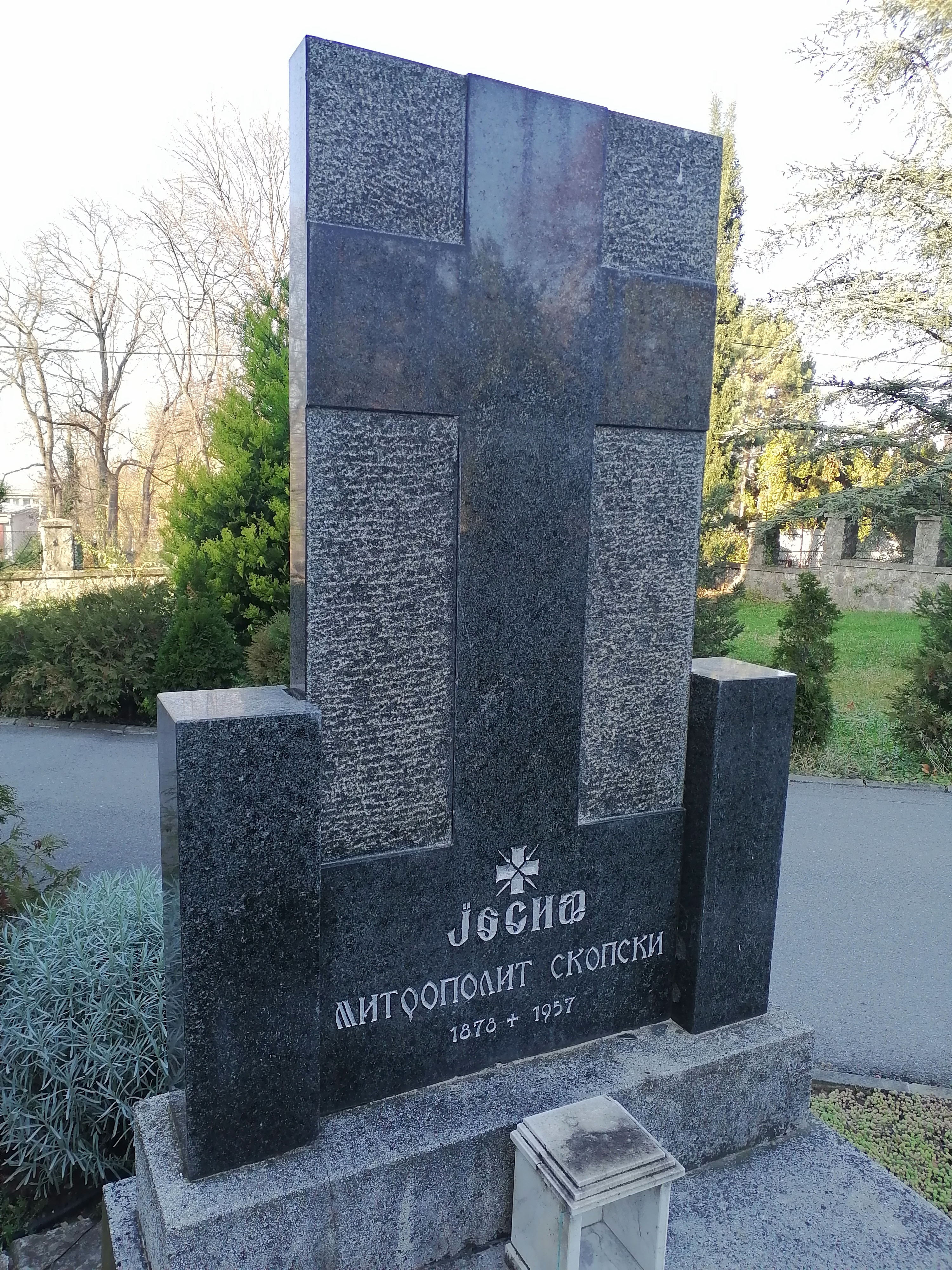

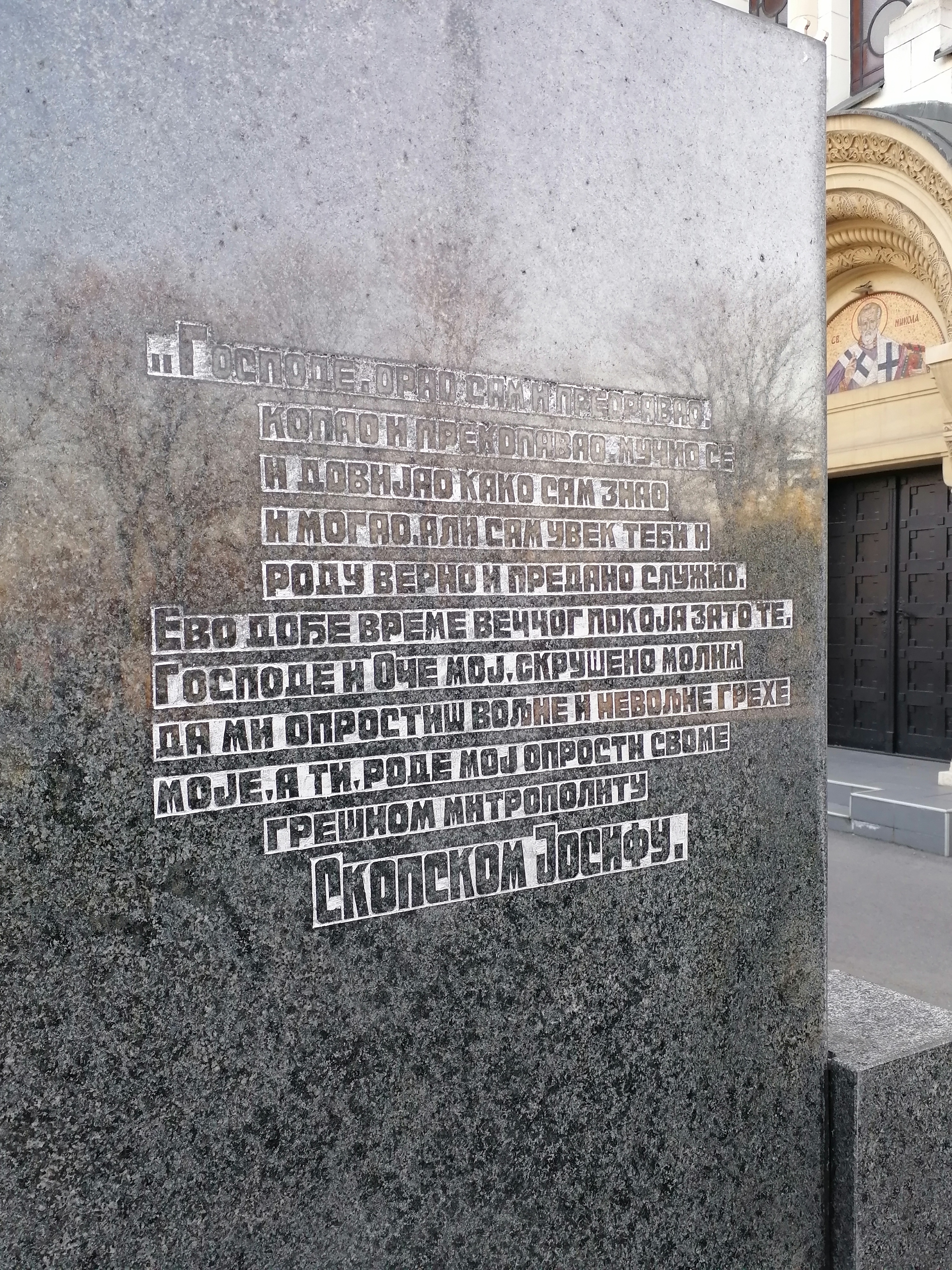

Był pierwszym biskupem bitolskim w jurysdykcji Serbskiego Kościoła Prawosławnego. W Bitoli zorganizował seminarium duchowne.
W latach 1930–1931 wyjechał razem z hieromnichem Justynem (Popoviciem) na Zakarpacie w celu prowadzenia misji wśród grekokatolików, przygotowując powstanie odrębnej eparchii mukaczewsko-preszowskiej. W 1932 został wybrany na metropolitę Skopje. Zreorganizował funkcjonowanie eparchii, zaprosił szereg wiodących serbskich teologów do podjęcia pracy na założonym na Uniwersytecie w Skopju wydziale filozoficznym, współpracował z cerkiewnym pismem Hrišćansko delo, założył cerkiewne Muzeum Serbii Południowej. Ufundował także szkołę i cerkiew w rodzinnej wsi.
W 1941, po zajęciu Jugosławii przez Niemcy i ich sojuszników, został zmuszony przez Bułgarów do wyjazdu ze Skopje. Udał się do Belgradu. Odgrywał pierwszoplanową rolę w kierowaną Serbskim Kościołem Prawosławnym po osadzeniu w areszcie domowym patriarchy Gabriela V. Starał się zapewnić normalne funkcjonowanie Synodu Biskupów i uzyskać poprawę warunków, w jakich w monasterze Rakovica przetrzymywany był patriarcha Gabriel. Tymczasowo przewodził Synodowi, gdyż jego najstarszy członek, biskup backi Ireneusz, nie mógł opuszczać węgierskiej strefy okupacyjnej.
Po II wojnie światowej nie mógł wrócić do Skopje. Próbował zarządzać eparchią z Vranje, jednak serbscy komuniści zmusili go do wyjazdu również z tego miasta. W pierwszej połowie r. 1950 został uwięziony i przez pewien czas przetrzymywany w więzieniu bez postawionych zarzutów, następnie przebywał w areszcie domowym w monasterze Žiča. Uwolniony, przez osiemnaście miesięcy był locum tenens eparchii žickiej, po czym zamieszkał w monasterze Wprowadzenia Matki Bożej do Świątyni w Belgradzie i tam w 1957 zmarł i został pochowany.